# Massalota
Massalota en Fosa (indústria) i metal·lúrgia són dipòsits de metall fos que es col·loquen en els llocs del motlle que són crítics (sobreixents), és a dir, que tendeixen a generar xuclets i aporten material per evitar-los. És possible calcular amb relativa precisió la posició d'aquestes massalotes mitjançant taules, després es calculés el volum de la mazalota mitjançant el càlcul del TST, el càlcul del mòdul, o directament amb l'equació de Chirinola. El mòdul (Mc) d'una secció és la relació entre el seu volum (v) i la seva superfície de refredament (s): Mc = V/S Les massalotes s'eliminessin després de desemmotllar mitjançant tenalles o llimes.